# We Don’t
We Don’t ist ein Jazzalbum von Jemeel Moondoc mit dem Schlagzeuger Dennis Charles. Die am 29. Juli 1981 im Tucasa Sound Studio, New York City entstandenen Aufnahmen erschienen 2003 auf Eremite Records. 2019 wurden die Aufnahmen als Download wiederveröffentlicht.

## Hintergrund
We Don’t enthielt das Material einer zuvor unveröffentlichte Duosession, die Moondoc mit Schlagzeuger Dennis Charles veranstaltete. in den 1980er-Jahren war Charles dann Mitglied in Moondocs Quintet/Sextett.
Die Duo-Aufnahme sei „eines der offensten Fenster in die Natur der Improvisation“ schrieb Clifford Allen (2003); ein Geben und Nehmen oder „diskutierende“ Aspekte würden oft sehr deutlich bei zwei Spielern, die in einen musikalische Dialog eingebunden seien. Und nirgendwo sei Melodie und Rhythmus so eng ausbalanciert wie oft in einem Saxophon-Schlagzeug-Duo. Zu den prägenden Alben in dieser Besetzung gehörten nach Meinung von Clifford Allen John Coltranes letzte Session mit Rashied Ali (Interstellar Space). Ali und der Tenorsaxophonist Frank Lowe trafen sich einige Jahre später, um das Duoalbum Exchange aufzunehmen. Evan Parker und Paul Lytton hätten ein langjähriges experimentelles Duo, das die Sprache von Rohrblatt und Percussion zu einer einzigartigen Klangpalette erweitere, so Allen. Die Studioaufnahme von 1981 des Altsaxophonisten Jemeel Moondoc und des Schlagzeugers Denis Charles sei entlang dieses Kontinuums einzuordnen.

## Titelliste
- Jemeel Moondoc with Denis Charles We Don't (Eremite Records MTE043)[2]

1. We Don't (Traditional) 9:31
2. Home 11:54
3. Judy's Bounce 9:29
4. We Do 11:41

Wenn nicht anders vermerkt, stammen die Kompositionen von Jemeel Moondoc.

## Rezeption
Steve Loewy verlieh dem Album in Allmusic viereinhalb Sterne und schrieb, „Jemeel Moondoc und Denis Charles sind in hervorragender Form, wobei der Saxophonist leidenschaftlich über die Länge des Albums jammert und der Schlagzeuger ihn mit charakteristischem Elan antreibt.“

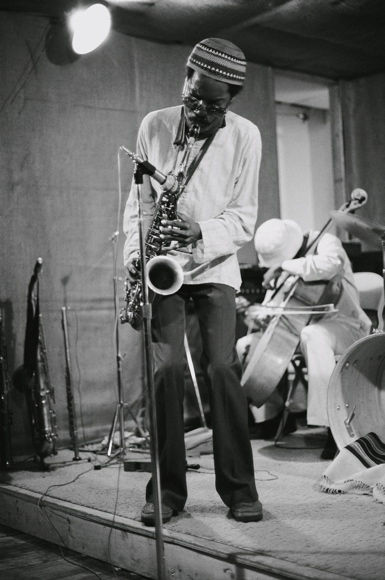
Jemeel Moondoc im New Yorker Loft-Studio Rvbea

In der All-About-Jazz-Rezension von Clifford Allen heißt es: „We Don't ist, was das Kontinuierliche betrifft, weder feuerspeiende Härte noch eiskaltes Experimentieren, sondern eine kreative und energiegeladene Fahrt durch die Diktion zweier der originellsten Stimmen auf ihren Instrumenten.“
In der JazzTimes-Rezension von Bill Shoemaker heißt es: "We Don't ist ein leidenschaftlicher Duo-Austausch mit dem Altsaxophonisten Jemeel Moondoc. So greife das Duo die traditionelle karibische Melodie „We Don't“ auf und trianguliert das Folk-Material mit Albert-Ayler-artiger Intensität. Von dort aus heize das Duo durch drei Moondoc-Kompositionen, darunter das beschwingte „Judy's Bounce“, das von einem freudig elementaren Charles-Solo unterstrichen werde. We Don't sei eine willkommene Ergänzung zu den jeweiligen Diskographien der beiden Musiker.
Der verstorbene Denis Charles zeige, dass er neben Andrew Cyrille, Sunny Murray, Elvin Jones, Ed Blackwell & Ronald Shannon Jackson zum Pantheon der großen modernen Schlagzeuger gehörte, lobte Jérôme Wilson im Cadence Magazine. Die Muster, die er verwende, um Moondocs höllische Explosionen auszulösen und eine ständige rhythmische Unterströmung zu erzeugen, seien bemerkenswert. Nicht einmal der große Ed Blackwell konnte Becken so entzünden, wie es Charles hier tue. Es gebe eine erstaunliche Kommunikation zwischen Moondoc und Charles in einem kontinuierlichen Sturm von Energie und Leidenschaft. Man kann fast spüren, wie der Schweiß von ihnen abläuft. Dies ist eines dieser sogenannten 'Avantgarde'-Sets, das ein Gefühl des Vertrauten behält, auch wenn beide Männer um ihr Leben spielen. Dies sei exquisites Material von zwei Meistern und sehr zu empfehlen.
Der Unterschied zwischen Moondocs Tonfall zwanzig Jahre später [als das Album erstmals erschien] sei sofort offensichtlich, schrieb Dan Warburton (Paris Transatlantic); die Kanten waren härter, der Ansatz ausgeprägter, aber das ihm innewohnende Gefühl für Melodie und Timing sei unverkennbar.
Nach Ansicht von Richard Cook und Brian Morton, die das Album in The Penguin Guide to Jazz mit drei Sternen bewerteten, biete es einen weiteren faszinierenden Einblick in Moondocs Werk der 1980er-Jahre. Dies seien härtere und abstraktere Sessions als etwa die [vergleichbare] Musik von Coltrane/Ali oder Ornette Coleman/Ed Blackwell gewesen. „Judy's Bounce“ (das Titelstück von Moondocs Album von 1981) sei wieder zu erleben und klinge in dem abgespeckten Format umso interessanter.